# Наташа Вита-Мор
Наташа Вита-Мор (англ. Natasha Vita-More; имя при рождении Нэнси Кларк (англ. Nancie Clark), Нью-Йорк, род. 1950 год) — трансгуманист, медиа-художник, дизайнер, известна по проектированию «Primo Posthuman». Этот прототип будущего человека включает в себя последние достижения биотехнологий, робототехники, информационных технологий, нанотехнологий, когнитивных и неврологических исследований для улучшения жизни человека и радикального продления жизни.
Вита-Мор читает лекции и является креативным директором H + Лаборатории, занимающейся сочетанием науки и дизайна. В 2025 году[когда?] Вита-Мор работает в качестве приглашенного исследователя в Twenty-First Century Medicine, советникои в Институте Сингулярности, сотрудником Института по этике и новым технологиям, является председателем совета директоров H +. Она аспирант планетарной коллегии в Университете Плимута, её диссертация касается улучшения и радикального продления жизни человека. Наташа Вита-Мор имеет степень бакалавра изобразительных искусств (Университет Мемфиса). Участвует в проекте Filmmaker-in-Residence, Университет Колорадо. Обладает степенью магистра наук (Университет Хьюстона), магистра философии, (Университет Плимута).
В 2014 г. совместно с Дэниелем Барранко из подразделения криобиотехнологий Севильского университета (Испания) впервые доказала, что применение крионических технологий не разрушает долговременную память простейших многоклеточных организмов.

## Философия
В 1982 году Вита-Мор, как автор диссертации по связанной с трансгуманизмом теме, выпускала и вела кабельное ТВ-шоу TransCentury Update, посвященное будущему человека, с аудиторией более 100 000 зрителей в Лос-Анджелесе и Тельюрайде. В 1993 году основала Transhumanist Arts and Culture. В 2004 году она стала председателем «Vital Progress Summit», созданного для изучения прецедентов улучшения жизни человека (см. en:Proactionary Principle). Она была президентом Института Экстропии с 2002 по 2006 гг. В настоящее время она консультирует некоммерческие организации, в том числе Center for Responsible Nanotechnology, Adaptive A.I. и LifeBoat Foundation, а также «Алькор». Была консультантом IBM в сфере будущей человеческой деятельности. Активно читает лекции по трансгуманизму.

## Вита-Мор об истории трансгуманизма
В интервью Вита-Мор говорит об истории трансгуманизма и его главных инициаторах. Вот небольшой отрывок из интервью:
«Первые идеи трансгуманизма были представлены автором FM-2030 в Новой школе социальных исследований в Нью-Йорке в 1960-х годах. Я начала изучать трансгуманизм в начале 1980-х на основе моей работы, проделанной в 1970-х годах, пока я жила в Тельюрайде, штат Колорадо. Несмотря на то, что FM-2030 повлиял на мою работу очень рано, на меня по-прежнему будут оказывать влияние многие люди, которые имеют странную способность разобраться в предстоящих сложностях и сделать будущее теплым и восхитительным. Однако жизнь в Калифорнии и, возможно, Голливуд дали мне более глубокое понимание того, как устроен мир. Это огромное игровое поле. Несравненный философ Макс Мор создал Институт Экстропии, основанный на его трансгуманистической философии в 1980 году. В конце 1980 и начале 1990-х годов трансгуманистические идеи начали процветать, и это, конечно, благодаря FM-2030, Максу, мне и другим здесь, в Южной Калифорнии».

## Практика и теория
Вита-Мор является сторонником морфологической свободы и улучшения человеческой биологии. Чтобы придать убедительность своим аргументам, Вита-Мор поддерживает проактивный принцип.
Кроме научной публицистики, она была отмечена также в Wired, Harper’s Bazaar, Marie Claire, The New York Times, U.S. News & World Report, Net Business, Telepolis, LA Weekly и The Village Voice. Она часто появляется в СМИ, посвященных будущему и культуре. Её работы выставлены в Государственном центре современного искусства, Музее Брукс, Институте современного искусства, Women In Video, на Tеллуридском кинофестивале, Американском кинофестивале окружающей среды и в последнее время в «Эволюции от кутюр: искусство и наука в эпоху постбиологии» в Калининграде. Вита-Мор имеет свою колонку в Nanotechnology Now (журнал выходит раз в два месяца), является приглашенным редактором в академическом журнале Global Spiral и редколлегии International Journal of Green Nanotechnology. Аудио- и видеоинтервью с Витой-Мор можно найти на Technoccult, La Spirale, MemeBox Future Blogger, Tin Foil и Wiki Science.

## Primo Posthuman
Вита-Мор утверждала, что основной вопрос, касающийся эффективности человека, заключается в улучшении его состояния и способности выжить. Её теория предполагает, что человеческая природа построена с предпосылкой к решению задач с помощью инновационных методов проектирования. Такая теория имеет концептуальное искусство в своей основе и включает биотехнологии, робототехнику, информационные технологии, нанотехнологии, нейробиологию, когнитивные науки и искусственный интеллект (BRINC). Primo Posthuman сочетает биоискусство и BRINC для преодоления прошлых ограничений биоискусства в центральном вопросе продления жизни далеко за предел Хейфлика. Аргументируя инстинктивную потребность и желание преодолеть случайности, такие как болезнь, оригинальный проект тела/мозга человека будущего «Primo Posthuman» является и медиапроектом, и теоретической концепцией.
«Primo Guide» дает краткое иллюстрированное введение.

## Право на улучшение человеческих возможностей
На первый взгляд, теоретический подход Виты-Мор к улучшению жизни человека можно понять из эволюционной биологии естественного отбора, однако она делает выбор через критическое осмысление плюсов и минусов технологий улучшения человеческих возможностей. Вита-Мор утверждает, что морфологическая свобода предпочтительнее, чем улучшение жизни человека, основанное на экономической иерархии.